# Jay Gould II
Jay Gould II (Mamaroneck, 1 de septiembre de 1888 - Margaretville, 26 de enero de 1935) fue un atleta estadounidense que compitió en las pruebas de jeu de paume.
Nieto del millonario Jay Gould, siempre ha tenido los recursos disponibles para desarrollar sus habilidades deportivas. A los diecisiete años, fue el ganador del Campeonato de Tenis Amateur de EE. UU. A lo largo de su carrera ha perdido sólo una vez en las dos pruebas individuales y en parejas. A pesar de nunca haber trabajado, corrió la fortuna familiar. Gould II es el titular de una medalla olímpica, ganó la edición británica, en los Juegos Olímpicos de Londres 1908. En esta ocasión, venció a los británicos Eustace Miles y Neville Lytton para terminar como un ganador.